# Epidapus lagrecai
Epidapus lagrecai är en tvåvingeart som först beskrevs av Gustavo Venturi 1963.  Epidapus lagrecai ingår i släktet Epidapus och familjen sorgmyggor.
Artens utbredningsområde är Italien. Inga underarter finns listade i Catalogue of Life.